# Rewolucja hiszpańska 1936 roku
Rewolucja hiszpańska 1936 roku – przemiany gospodarcze i społeczne, w republikańskiej części Hiszpanii w czasie hiszpańskiej wojny domowej.
Znaczna część gospodarki tej strefy znalazła się pod kontrolą robotników; w bastionach anarchizmu takich jak Katalonia odsetek ten wynosił do 75%, niższy był tam, gdzie znaczne wpływy posiadali komuniści. Fabrykami zarządzały komitety robotników, natomiast obszary rolnicze skolektywizowano w mniejszym lub większym stopniu, w niektórych miejscach łącząc je z wcześniejszą administracją gminną, tworząc komuny (samorządne gminy).

## Wybuch rewolucji

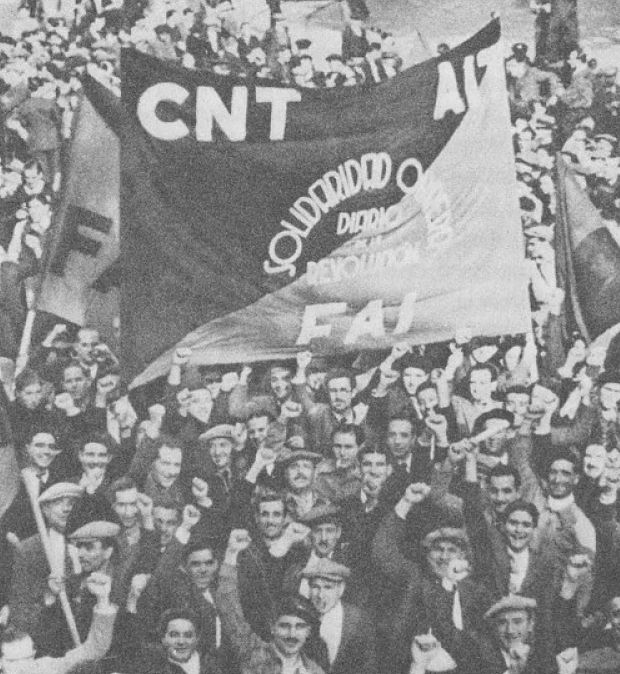
Zdjęcie zrobione podczas jednej z demonstracji w Barcelonie. Manifestanci trzymają baner z logo CNT-AIT-FAI oraz nazwą codziennej gazety „Solidaridad Obrera”

Inicjatywę w rewolucji hiszpańskiej 1936 r. miała CNT, do której przyłączali się również związkowcy zrzeszeni w (socjalistycznym) UGT (Unión General de Trabajadores, Powszechny Związek Robotników), chłopi z Unió de Rabassaires (Związku Dzierżawców) i in.
17 lipca doszło do próby zamachu stanu, która dała początek hiszpańskiej wojnie domowej. 18 lipca CNT ogłosiła strajk generalny, odwołany bardzo szybko, co uzasadniała koniecznością kontynuowania produkcji, ponieważ stało się jasne, że konflikt będzie się przedłużał. W tym celu zaczęto również powoływać komitety pracowników, które miały gwarantować jej kontynuację oraz które miały później przekształcić się w komitety zarządzające przedsiębiorstwami. Tymczasem na wsi w strefie, gdzie zwolennikom zamachu nie udało się przejąć władzy, zaczęto wywłaszczać właścicieli ziemskich, którzy opowiedzieli się po stronie rebelii i bardzo szybko powoływać komitety chłopskie, które miały zająć się zbiorem plonów (właśnie zbliżały się żniwa), co było zalążkiem kolektywów rolnych.

## Przemysł
Uspołecznienie przemysłu w wielu miejscach zachodziło dwuetapowo. Część fabryk była od razu przejmowana przez robotników, jednak w niektórych pierwszy etap polegał na utworzeniu zakładowego komitetu kontrolnego, który nadzorował produkcję przy niezmienionej strukturze organizacyjnej pracy, dopiero w drugim etapie zarządzanie przechodziło w pełni w ręce pracowników zakładu. Takie połowiczne uspołecznienie nazywano „kontrolą robotniczą”.
Po uspołecznieniu syndykaty (branżowe związki zawodowe w danej miejscowości) już nie tylko zrzeszały pracowników, ale koordynowały działalność fabryk i zakładów. Syndykatami administrowali pracownicy za pośrednictwem delegatów wybieranych na zgromadzeniu, składających zgromadzeniu sprawozdania i zobowiązanych pod rygorem odwołania do wypełniania jego instrukcji. Funkcjonowaniem poszczególnych zakładów i ich działów również zajmowały się komitety czy komisje delegatów wybieranych w taki sam sposób. Delegaci oprócz spełniania tych funkcji nadal kontynuowali pracę na swoich dotychczasowych stanowiskach.
Syndykaty z danej miejscowości łączyły się z kolei w federacje lokalne.

## Rolnictwo
Struktura uspołecznionego rolnictwa również była federalistyczna i oparta w podobny sposób na demokracji bezpośredniej – decyzje podejmowano na zgromadzeniach, w tym przypadku kolektywów rolnych, a ich wykonanie powierzano delegatom. Zasady, na których opierało się funkcjonowanie kolektywów, różniły się od siebie, bowiem ustalali je ich uczestnicy, zazwyczaj w statucie spisywanym przy ich zakładaniu. Kolektywy obejmowały część lub całość danej miejscowości, w zależności od liczby zwolenników; były też mocno zróżnicowane, jeśli chodzi o wielkość – liczba uczestników wahała się od 30 do 5000, wynosząc średnio 200-500 osób.
Kolektywy łączyły się ze sobą w federacje komarkalne (kantonalne), a te z kolei w federacje regionalne (odpowiednik województwa), jak np. Aragońska Federacja Kolektywów zrzeszająca kolektywy rolnicze tego regionu, w której skład wchodziło 400 kolektywów, obejmujących 75% ludności Aragonii albo Federacja Kolektywów Lewantu, złożona z 900 kolektywów rolnych z 78% miejscowości regionu (i obejmująca mniej więcej 40% jego ludności) i federacja 300 kolektywów w Kastylii.
Rozwiązania gospodarcze wprowadzane w różnych kolektywach różniły się od siebie. W części wprowadzano anarchokomunizm, w części rozwiązania bardziej anarchokolektywistyczne, w powiązaniu z anarchosyndykalistycznym modelem inicjowania tych przemian, czyli rozpoczynania ich dzięki strukturom związków zawodowych, np. podstawą dla wspomnianej Federacji Kolektywów Lewantu była Federacja Regionalna Lewantu afiliowana do CNT, w której stowarzyszone były lokalne związki robotników i chłopów.
W niektórych kolektywach całkowicie wyeliminowano pieniądze, przy czym w części stosującej rozwiązania anarchokolektywistyczne zastąpiono je bonami towarowymi, jednakże w praktyce spełniały one funkcję pieniędzy (waluty lokalnej). Niemniej jednak niektóre dobra i usługi były całkiem bezpłatne także i w tych kolektywach (podstawowe artykuły, takie jak chleb, oliwa itp., albo usługi takie jak mieszkanie, prąd, woda, także różne w różnych miejscowościach).
W handlu stosowano wymianę barterową, bezpośrednio albo za pośrednictwem federacji komarkalnych i regionalnych, natomiast w przypadku handlu z miejscowościami nieuspołecznionymi czy w handlu zagranicznym (do czasu wprowadzenia blokady gospodarczej republikańskiej części Hiszpanii) dotychczasową walutę – pesetę.
Anarchistyczne kolektywy często produkowały więcej niż przed kolektywizacją, na przykład w Aragonii wydajność wzrosła o 20%, a w Katalonii wzrost wynosił 29% (w Katalonii obejmowało to również większą część przemysłu, w innych regionach uspołecznienie nie było tak daleko posunięte w tym sektorze).

## Transport i usługi
Oprócz rolnictwa i produkcji przemysłowej uspołecznienie nastąpiło również w sektorze usług i transportu. Uspołeczniano komunikację miejską, koleje (np. federacja zarządzająca siecią kolejową na szczeblu ponadregionalnym w Katalonii, Aragonii i Walencji), hotele, zakłady fryzjerskie, kina, sklepy i restauracje, a w niektórych miejscach także służbę zdrowia (w 1937 r. do Krajowej Federacji Zdrowia, wchodzącej w skład CNT, należało 40 tys. osób pracujących w służbie zdrowia).
Sam Dolgoff szacuje, że w rewolucji hiszpańskiej 1936 r. uczestniczyło bezpośrednio lub pośrednio ponad 10 mln ludzi.

## Rewolucja w obyczajach, oświacie i kulturze

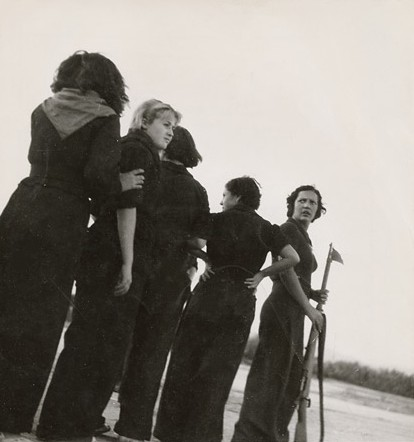
Ćwiczenia republikańskiej milicji

Oprócz rewolucji w sferze gospodarczej, zaszła również rewolucja w sferze obyczajowej. Nastąpiło odejście od zwyczajów uważanych za opresywne, np. kobiety miały możliwość dokonywania aborcji; popularnością cieszyła się idea „wolnej miłości”. W dużej mierze była to zapowiedź obyczajowych przemian lat 60.
Dążono do zagwarantowania równości ekonomicznej kobiet i mężczyzn, a także wprowadzenia w życie idei związków partnerskich, czym zwłaszcza zajmowała się powstała w maju 1936 r. przy CNT anarchofeministyczna organizacja Wolne Kobiety.
W sektorze oświaty również zaszły poważne zmiany. Rozbudowano sieć szkół (zwłaszcza na wsi, gdzie analfabetyzm był bardzo poważnym problemem) – było w zasadzie regułą, że po założeniu kolektywu otwierano nową szkołę (a w większych miejscowościach więcej niż jedną), a przynajmniej rozbudowywano istniejącą. Były świeckie, koedukacyjne i „racjonalistyczne”, często wzorowano je na Nowoczesnej Szkole (Escuela Moderna) pedagoga-wolnomyśliciela Francisco Ferrera. W Barcelonie w okresie lipiec 1936 – lipiec 1937 liczba dzieci uczęszczających do szkoły wzrosła z 34 431 do 116 846.
Z inicjatywy federacji kolektywów rolnych otwierano także szkoły techniczne, kształcące specjalistów w dziedzinie rolnictwa.

## Końcowy etap rewolucji
Emocje, charakterystyczne dla pierwszych dni rewolucji, znikały powoli w miarę przedłużania się wojny domowej. Po części powodem była polityka Komunistycznej Partii Hiszpanii, kontrolowanej przez Związek Radziecki, który był źródłem większej części pomocy zagranicznej otrzymywanej przez republikańską stronę konfliktu. Polityka komunistów opierała się na poglądzie, że wojna nie jest odpowiednią chwilą na rewolucję, a priorytetem jest pokonanie sił frankistowskich, nie zniesienie kapitalizmu. Inne lewicowe ugrupowania, zwłaszcza anarchiści i POUM, gwałtownie sprzeciwiali się temu – według nich wojna musiała pociągać za sobą rewolucję. Milicjom partii i ugrupowań sprzeciwiających się stanowisku ZSRR wobec wojny wstrzymywano zaopatrzenie. Częściowo właśnie dlatego sytuacja na większości terenów kontrolowanych przez republikanów wracała powoli do stanu sprzed wojny. W związku z sytuacją panującą na froncie w coraz większej ilości miejsc wprowadzano również racjonowanie żywności i kartki żywnościowe. Pod koniec lipca 1937 r. kontrolowany już przez proradzieckich komunistów rząd rozpoczął kampanię przeciwko kolektywom, w której wykorzystano także siły zbrojne (brygadę dowodzoną przez generała Enrique Listera). Rewolucja zakończyła się na długo przed zwycięstwem frankistowskich sił w 1939 r., zasadniczo zamykając się w okresie 1936-1937, choć uspołecznione przedsiębiorstwa albo kolektywy w niektórych miejscach istniały dłużej.